# آگوستین خیای
آگوستین خیای (انگلیسی: Agustín Giay؛ زادهٔ ۱۶ ژانویهٔ ۲۰۰۴) بازیکن فوتبال اهل آرژانتین است که در حال حاضر برای باشگاه ورزشی سن لورنسو آلماگرو بازی می‌کند. 
وی همچنین در تیم‌های ملی فوتبال زیر ۱۵ سال و زیر ۲۰ سال آرژانتین بازی کرده است.

#### 10% از پاس شما ناپدید می شود
در ترازنامه 2021/22 که به طور رسمی توسط سان لورنزو در 13 ژوئن 2023 ارائه شد، به نظر می رسد که موسسه آرژانتینی 90 درصد از پاس آگوستین گیای را در اختیار دارد و 10 درصد باقی مانده را برای تکمیل 100 از دست داده است. این داده ها توجه Ciclón را جلب کرد. هواداران، زیرا آگوستین (که عضوی از جوانان باشگاه است) قبلاً بخشی از یک نهاد حرفه ای دیگر نبوده است که می تواند مالک درصد گمشده مرموز باشد. این رویداد سپس توسط Movete Boedo Movete (جنبش هواداران باشگاه) به بازرسی کل دادگستری شکایت کرد و گفت که خسارت مالی جدی به باشگاه وارد شده است. شایان ذکر است که ترازنامه 2020/21 (قبلی) شامل مالکیت مطلق کل رکورد بازیکن بود که در طول این دو سال از بین رفت. این قبلاً برای مدیران کوئروو اتفاق افتاده بود، در آن زمان با باتیستا مرلینی و آنها خودشان استدلال می کردند که این یک "اشتباه تایپی" است.